# Rikky von Opel
Rikky von Opel (New York, 14 oktober 1947) is een voormalig Formule 1-coureur uit Liechtenstein. Zijn vader was Fritz von Opel, zijn overgrootvader Adam Opel was de oprichter van het autoconcern Opel. 
Hij debuteerde op 1 juli 1973 bij de Grand Prix van Frankrijk. Gedurende het seizoen 1973 reed hij voor het team Ensign. In 1974 reed hij nog eens zes Grands Prix voor Brabham. In totaal reed hij dertien Grands Prix, waarin hij geen enkele keer in de punten finishte.
1. ↑  Roglo; Roglo-identificatiecode voor persoon: p=frederick;n=von+opel; genoemd als: Frederick von Opel.